# هبار بن الأسود
هبّار بن الأسود بن المطلب بن أسد بن عبد العزى بن قصي القرشي. صحابي أسلم عام الفتح (العام الثامن للهجرة). وكان النبي قد أهدر دمه قبل إسلامه، وذلك لترويعه زينب ابنته حين هاجرت إلى المدينة. فلما كان عام الفتح جاء هبّار إلى الجعرانة قرب مكة فأسلم. رحل إلى الشام أيام الفتوح، وعاد في خلافة عمر بن الخطاب.
هو جد الهباريين ملوك السند (عاصمتها المنصورة) الذين توارثوها حتى انتزعها منهم محمود بن سُبُكتكين صاحب غزنة.

## إسلامه
عن جُبير بن مُطعمٍ قال كُنتُ جالسًا مع النّبيّ صلّى اللّهُ عليه وسلّم في أصحابه في مسجده مُنصرفُهُ من الجعرانة فطلع هبّارُ بنُ الأسود فلمّا نظر القومُ إليه قالُوا: يا رسُول اللّه! هبّارُ بنُ الأسود. قال رسُول اللّه صلّى اللّهُ عليه وسلّم: "قد رأيتُهُ". فأراد بعضُ القوم القيام إليه فأشار إليه رسُول اللّه صلّى اللّهُ عليه وسلّم: "أن اجلس" فوقف عليه هبّارٌ فقال: السّلامُ عليك يا رسُول اللّه! إنّي أشهدُ أنّ لا إله إلا الله وأنك رسُولُ اللّه ولقد هربتُ منك في البلاد فأردتُ اللُّحُوق بالأعاجم ثُمّ ذكرتُ عائدتك وفضلك وبرّك وصفحك عمّن جهل عليك وكُنّا يا رسُول اللّه أهل شركٍ فهدانا اللّهُ بك وأنقذنا بك من الهلكة فاصفح عن جهلي وعمّا كان يبلُغُك منّي فإنّي مُقرٌّ بسوأتي مُعترفٌ بذنبي. قال الزُّبيرُ: وقال: فقد كُنتُ موضعا في سبك وأذاك وكُنتُ مخذُولا وقد بصّرني اللّهُ وهداني للإسلام قال الزُّبيرُ: فجعلتُ أنظُرُ إلى رسُول اللّه صلّى اللّهُ عليه وسلّم وإنّهُ ليُطاطئُ رأسهُ ممّا يعتذرُ هبّارٌ وجعل رسُولُ اللّه صلّى اللّهُ عليه وسلّم يقُولُ: "قد عفوتُ عنك والإسلامُ يجُبُّ ما كان قبلهُ". 
هبار ذكر في قصة ذكرها ابن منده، من طريق عبد الرحمن بن المغيرة، عن أبي الزناد؛ وابن قانع، من طريق داود بن إبراهيم، عن حماد بن سلمة، كلاهما عن هشام ابن عُروة، عن أبيه، عن هبار بن الأسود في قصة عتبة بن أبي لهب مع الأسد، وقول النبيُّ صلى الله عليه وآله وسلم: "اللّهُمّ سلّط عليه كلبًا من كلابك". وقول هبار: إنه رأى الأسد يشمُّ النيام واحدًا واحدًا حتى انتهى إلى عتبة، فأخذه.

## أسرته
أُمُّهُ فاختةُ بنتُ عامر بن قُرط بن سلمة بن قشير بن كعبٍ، وأخواهُ لأُمّه هُبيرةُ وحزنٌ ابنا أبي وهب بن عمرو بن عايذ بن عمران بن مخزُومٍ. فولد هبّارُ بنُ الأسود هانيًا وعبد الرّحمن وسعدًا وسعيدًا وفاختة، وأُمُّهُم أمةُ اللّه وهي هندُ بنتُ أبي أُزيهر بن ثواب بن سلمة بن ضبيس بن عبد عوف بن الحارث بن الضّمريّ الفاكه بن عمرو بن الحارث بن مالك بن كنانة،والأسود بن هبّارٍ وإسحاق لامرأةٍ من أهل اليمن، وعليًّا وإسماعيل، وأُمُّهُما عائشةُ بنتُ عامر بن حزن بن عامر بن هُريمة بن مسعُود بن النّابغة بن عُتيّ بن حبيب بن وائلة بن دنمان بن نصر بن مُعاوية، والزُّبير وفاختة وأُمُّهُما من لهبٍ من الأزد، وأبا بكرٍ لأُمّ ولدٍ، وأُمّ حكيمٍ وأُمُّها من بني ليث.
| - المدينة المنورة - الحجاز - مكة المكرمة - الحجاز - دمشق - سوريا |